# 1963年アンカラ空中衝突事故
1963年アンカラ空中衝突事故（1963ねんアンカラくうちゅうしょうとつじこ、英：1963 Ankara mid-air collision、土：1963 Ankara orta hava çarpışması）は、1963年2月1日にトルコ共和国アンカラ県アンカラ上空でエセンボーア国際空港へ着陸進入中であったミドル・イースト航空265便（ビッカース 754D バイカウント）とエティメスグト空軍基地から離陸し訓練飛行を行っていたトルコ空軍のダグラス C-47が空中衝突した事故である。この事故では両機の乗員乗客17人全員のほか地上にいた87人の計104人が死亡した。

## 事故機

### ミドル・イースト航空265便
ミドル・イースト航空265便はレバノン共和国のベイルート国際空港からキプロス共和国のニコシア国際空港を経由してトルコ共和国のエセンボーア国際空港へ向かう定期国際線であった。事故当日の便に充当されたのは機体記号OD-ADEのビッカース 754D バイカウントであった。事故機は元々英国海外航空が発注したもので、機体記号もG-APCEが割り振られていた。この機体は当初英国海外航空の子会社であるミドル・イースト航空に納入される予定であったが、1957年4月にロンドン - キプロス線に投入するためとして同じく子会社のキプロス航空に送られることが決定した。旅客機の最終組み立ては6月11日まで開始されず、9月にようやく終了しキプロス航空の塗装で塗装され、"ブッファヴェント" (Buffavento) という愛称も付けられた。しかし、その頃には英国欧州航空が既にロンドン - キプロス線を運航しておりキプロス航空はこの機体は自社に不要であると考えた。したがって、1957年10月31日にこの機体は機体記号をOD-ADEに変更し11月24日に初飛行を行い、12月12日にミドル・イースト航空へ納入された。事故当時、事故機の飛行時間は13,187時間であった。当日搭乗していたのは乗員3人、乗客11人の計14人で、乗員の内訳はパイロット2人と客室乗務員1人であった。
- 機長（29歳）は1963年5月30日まで有効なパイロット免許を取得しており、1962年8月にビッカース バイカウントの機長としての資格を取得した。ビッカース バイカウントでの飛行時間は2,925時間であった。
- 副操縦士（38歳）は1963年5月17日まで有効なパイロット免許を取得しており、ビッカース バイカウントでの飛行時間は4,200時間であった。

### トルコ空軍機
トルコ空軍機は機体記号CBK-28のダグラス C-47A スカイトレインであった。事故機は1944年に建造され、事故時点での飛行時間は2,340時間であった。乗員は3人で内訳はインストラクターと研修生、無線通信手であった。機長兼インストラクターは33歳で、1955年5月よりパイロット免許を取得しC-47での飛行時間は1,452時間であった。訓練中のパイロットは22歳で、1962年7月よりパイロット免許を取得しC-47での飛行時間は36時間であった。事故当日、C-47は訓練飛行を行うためアンカラのエティメスグト空軍基地を離陸した。研修生はコックピットの左に座って青い眼鏡をかけていた。オレンジ色のプレキシガラスのパネルがフロントガラスの左側、研修生の前に置かれ訓練の一環として窓の外を見ることを防いでいた。インストラクターはコックピット右側に座っていた。

## 衝突
気象データによると、事故当日15時のアンカラ上空は雲が3000フィート (900m) と低い位置にかかっており、視程は10 - 20kmであった。天気は晴天で2機は高度7,000フィートで衝突した。
C-47はグリニッジ標準時11時22分にエティメスグト空軍基地を離陸した。計器飛行訓練の飛行計画ではゴルバシ無線ビーコン南東のルートを計器飛行で1時間半飛行し、その後有視界飛行でエティメスグト空軍基地へ戻るものとしていた。
265便は13時4分にエセンボーア管制にコンタクトし、高度をフライトレベル185から105へ下げ13時7分にゴルバシを通過することを管制官に報告した。265便は13時5分に高度6,500フィートまで降下する許可を与えられた。管制官は滑走路03に着陸するための降下を開始したら報告するように265便に命じた。高度計の設定は1,015.5mbであった。265便は6,500フィートまで降下し、アンカラのビーコンに到達すると無線を使用すると報告した。13時7分、265便はフライトレベル100に到達したことを報告し、ホールディングパターンに入る必要があるかどうかを尋ねた。この時265便はアンカラ管制とコンタクトしていなかったが、その後すぐにコンタクトしている。265便は13時9分にアンカラ上空で8,000フィートにまで降下しており、そのままフライトレベル65まで降下を続けていた。管制官は265便から交信が行われるだろうと思っていたが交信は行われず、管制官は13時13分より複数回にわたって265便へ呼びかけを行ったが返答は無かった。
衝突時、265便とC-47は共に高度7,000フィートを飛行しており、方位283度へ飛行していた265便が方位243度へ飛行していたC-47へ衝突した。265便は衝突直前に機首上げを行い衝突回避を試みていたが間に合わず衝突した。
墜落現場の住民も巻き込まれ、計87人が死亡した。

## 原因
調査により、2機は40度の角度で衝突したと判明した。ICAOは以下の理由で265便のパイロットを批判している：
- ゴルバシとアンカラの間の距離を誤って推定したこと。
- 無線通信の国際規格に準拠していない方法を使用していたこと。
- 提出された飛行計画では計器飛行方式を行うとしていたところ、何ら正当な理由なくそれに従わず有視界飛行方式で飛行していたこと。

## 国籍別の搭乗者
| 国籍           | 乗客 (人) |
| -------------- | --------- |
| アメリカ合衆国 | 5         |
| サウジアラビア | 4         |
| レバノン       | 1         |
| 日本           | 1         |
| 総計 (人)      | 11        |